# 元毗
元 毗（げん ひ、生没年不詳）は、北魏・西魏の皇族。魏郡王。字は休弼。

## 経歴
元益生（拓跋忠の子）の子として生まれた。北魏の孝武帝の即位前から親しく、即位後も帝が宮中から出るときには必ず車に陪乗し、宮中にあっては帝の寝室に入ることを許されるほどの親密ぶりであった。
534年（永熙3年）、孝武帝と高歓のあいだが険悪化した。賀抜岳が侯莫陳悦に殺害されると、元毗は帝の命を受け、武衛将軍として関中に下り、賀抜岳の軍を慰労して、洛陽に帰させようとした。しかし侯莫陳悦は高歓を支持して、孝武帝による帰還命令を受け入れなかった。元毗は宇文泰と面会して盟を誓い、孝武帝支持の意向を確認して、洛陽に帰還した。孝武帝が洛陽を脱出すると、元毗は関中に入るよう孝武帝に勧めた。孝武帝が入関すると、元毗は魏郡王に封じられた。王の封邑1000戸の規定を破って、1500戸の封邑が与えられた。高歓が孝静帝を擁立して東魏を建てると、孝武帝の西遷を元毗の使嗾によるものと宣告して非難した。
後に元毗が死去すると、諡は景といった。
子に元綽があった。

## 伝記資料
- 『北史』巻15 列伝第3